# Pseudosetia
Pseudosetia är ett släkte av snäckor som beskrevs av Tommaso di Maria Allery Monterosato 1884.
Pseudosetia ingår i familjen Rissoidae. Släktet innehåller bara arten Pseudosetia turgida.